# Bakırköy
Bakırköy is een district in de Turkse provincie Istanboel. De gemeente grenst aan de gemeentes Küçükçekmece (in het westen), Zeytinburnu in het oosten en Bahçelievler in het noorden.

## Bevolking
De bevolkingsontwikkeling van het district is weergegeven in onderstaande tabel.
| 1997    | 2000    | 2007    |
| ------- | ------- | ------- |
| 214.417 | 208.398 | 214.821 |

## Geschiedenis
Tijdens de Byzantijnse tijd was Bakırköy een plaats buiten Constantinopel, een aangename oase aan de kust van de stad, en heette Hebdomon (Grieks: Ἕβδομον, "de zevende", dat wil zeggen de zevende Romeinse mijl van het mijlpaal-monument in Constantinopel). Keizer Valens bouwde er het Magnaura-paleis.

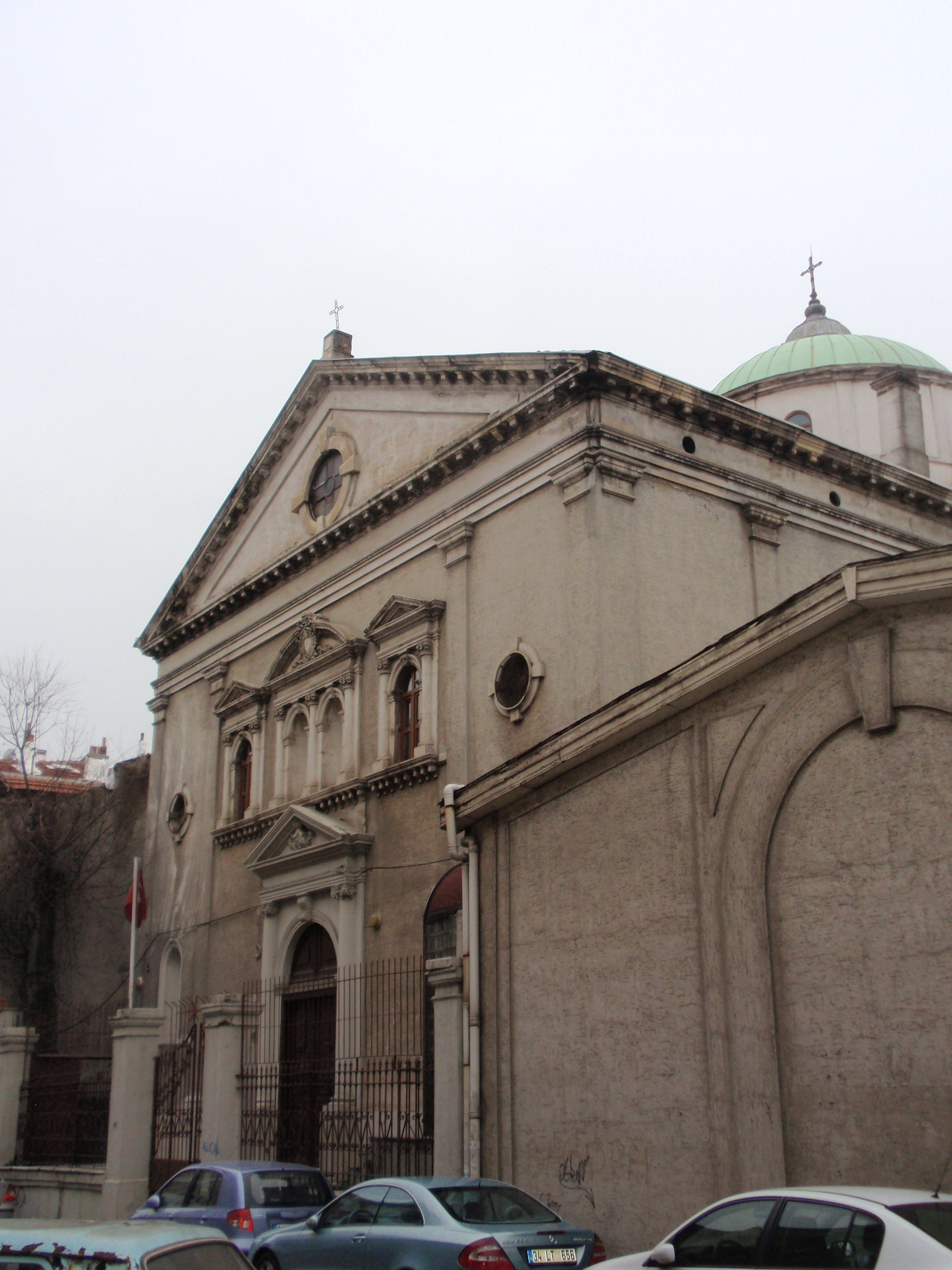
De Anna-Maria-Rosairo kerk